# Hăbășești
Hăbășești – wieś w Rumunii, w okręgu Jassy, w gminie Strunga. W 2011 roku liczyła 385 mieszkańców.